# 提濟蓋尼夫
36°35′N 3°46′E / 36.583°N 3.767°E

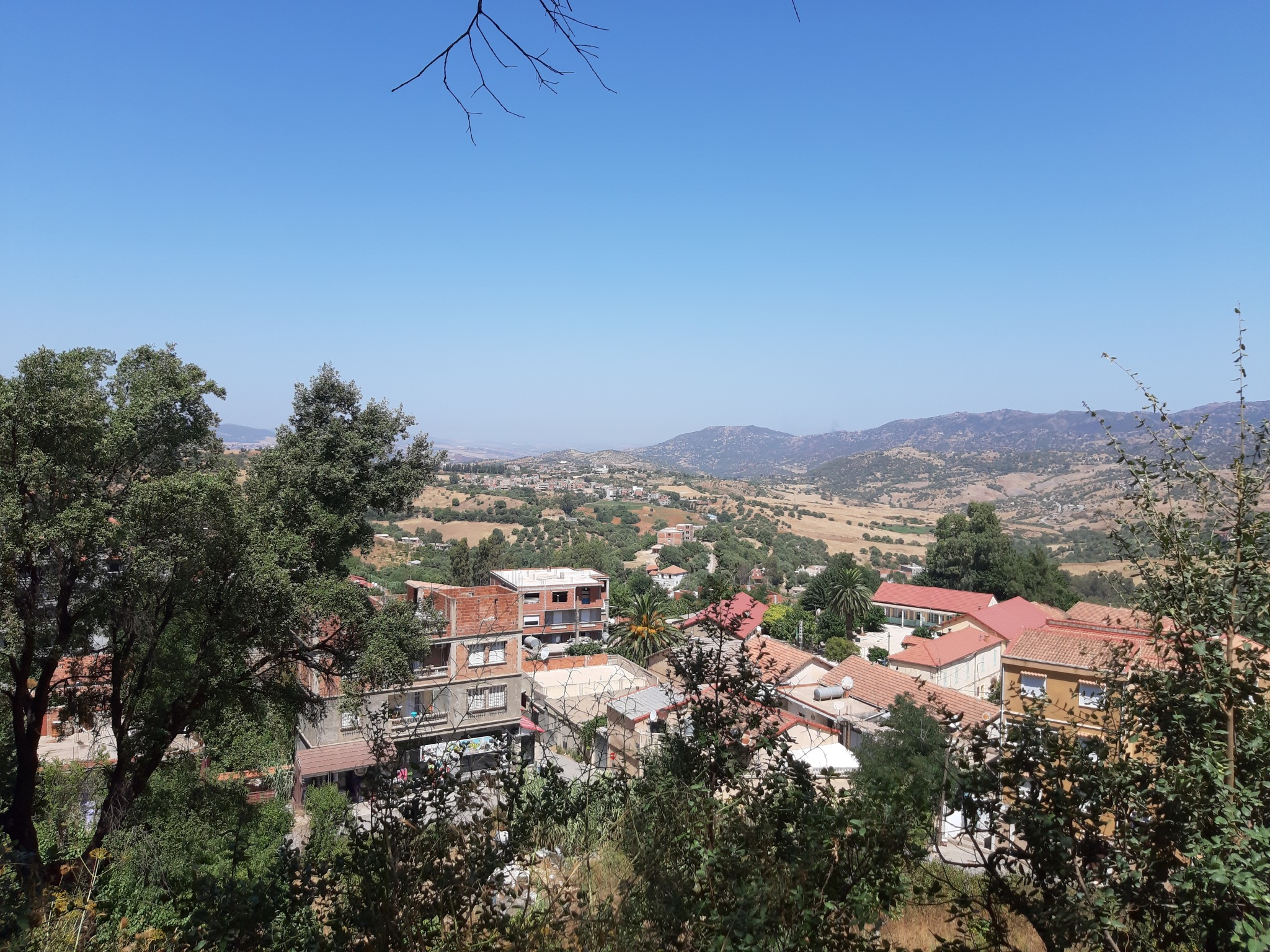
提濟蓋尼夫

提濟蓋尼夫（阿拉伯语：‎），是阿爾及利亞的城鎮，位於該國北部，由提濟烏祖省負責管轄，是提濟蓋尼夫區的首府，面積41平方公里，2008年人口29,409，人口密度每平方公里716人。